# يوري راتاس
يوري راتاس (2 يوليو 1978) سياسي إستوني كان رئيس الوزراء الثامن عشر لإستونيا من 2016 إلى 2021. كان زعيم حزب الوسط منذ عام 2016، وكان عمدة تالين من 2005 إلى 2007.
استقال راتاس من منصب رئيس الوزراء في 13 يناير 2021 بعد أن اشتبه المدعي العام في تورط حزب الوسط في «قضية فساد» في فضيحة استغلال النفوذ التي تورط فيها رجل الأعمال هيلار تيدر. صرح راتاس أنه ليس لديه علم بالعلاقة المزعومة ولم يرتكب أي مخالفة، لكنه اختار الاستقالة لتحمل المسؤولية السياسية عن الفضيحة وظل رئيسًا لحكومة تصريف الأعمال حتى تشكيل ائتلاف جديد. في 25 يناير 2021، شكلت كايا كالاس حكومة ائتلافية بقيادة حزب الإصلاح الإستوني مع حزب الوسط الإستوني.